# Báthory Gábor erdélyi fejedelem
Somlyói Báthory Gábor (gyakran Báthori) (Nagyvárad, 1589. augusztus 15. – Nagyvárad, 1613. október 27.) erdélyi fejedelem, a Báthori-család utolsó uralkodója az Erdélyi Fejedelemség trónján.

## Élete

### Gyermekévei, ifjúsága
1589. augusztus 15-én született Váradon somlyói Báthory István Kraszna vármegyei főispánnak (Báthory István erdélyi fejedelem és lengyel király unokaöccsének) (1553–1601) és báró pelsőci Bebek Zsuzsannának († 1595) fiaként. Nyolc testvére volt, köztük Báthory Anna (1594–1636). Anyja és apja korai halála után testvéreivel együtt rokona, ecsedi Báthori István országbíró gyámsága alá került, aki örökbe fogadta az árván maradt gyermekeket. Katolikusnak született, ám gyámapja hatására a kálvinista vallásra tért át. Ez a kétlakiság, kiszámíthatatlanság később is jellemezte Báthoryt.
Gyámapja, az 1605-ben elhunyt Báthory István országbíró volt, aki hatalmas vagyont hagyott az ifjúra, aki akkor már Bocskai István erdélyi fejedelem kassai udvarába került azzal a nem titkolt céllal, hogy annak halála után ő örökölhesse az erdélyi trónt. Bocskai udvarában ismerkedett meg többek között Bethlen Gáborral és Rákóczi Györggyel, két későbbi fejedelemmel, akik akkor még a daliás termetű és megnyerő modorú ifjú feltétlen hívének számítottak. Eleinte Bocskai is hasonlóan gondolkodott, azaz örökösének tartotta Báthory Gábort. Ám Bocskai végrendeletében végül mégis Homonnai Drugeth Bálintot jelölte ki hivatalosan örökösének. A döntés oka valószínűleg a Báthoryt támogató főúri csoport túlzott Habsburg-pártiságában rejlett.

### Harc a trónért
Bocskai István 1606. december 29-én meghalt, s annak ellenére, hogy végrendeletében örökösének Homonnai Drugeth Bálintot nevezte meg, az ifjú és igen népszerű Báthory Gábor – aki ezidőtájt vette feleségül politikai célból a gazdag és befolyásos felvidéki Horváth Annát – is bejelentette igényét a fejedelmi címre. Homonnai a török, Báthory a Habsburgok támogatását élvezte. A „vén gubernátorról”, azaz a Bocskai által kormányzóvá kinevezett Rákóczi Zsigmondról mindenki megfeledkezett, aki 1607 februárjában fejedelemmé választatta magát. Ám sem Homonnai – aki korábban Rákóczi veje volt –, sem Báthory Gábor – akit ekkor még kevés erdélyi támogatott – nem mondott le a fejedelemség megszerzéséről. Homonnai végül a túlzott törökpártisága miatt kényszerült lemondani trónigényéről, ám az ifjú Báthory – háta mögött a Habsburgokkal, Forgách Ferenc esztergomi érsekkel és főkancellárral, valamint a Magyar Királyság főuraival – nagyon is komolyan gondolta a fejedelemség megszerzését. Támogatói Báthoryt – akinek időközben egyre több híve akadt a fejedelemségben is – Erdély császári kormányzójaként látták volna szívesen. Az öreg Rákóczi komoly dilemmába került, hiszen a fejedelmi trónért kirobbanó harcban Báthoryt a Habsburgok és a királyi Magyarország is segítenék, ellenben a török nem volt hajlandó elfogadni hűségnyilatkozatát, így csak saját erejére számíthatott volna. Élete utolsó nagy üzletét ekkor kötötte: Báthory Gábornak eladta az Erdélyi Fejedelemséget, s lemondásáért „mindössze” a zálogban lévő Szádvár és Sáros uradalmainak kiváltását kérte, amit meg is kapott. Bár egy ideig még húzta-halasztotta a tényleges lemondást, Báthory megnyerte Nagy András hajdúgenerális támogatását, ami igen komoly fegyveres erőt, 14–15 ezer főt jelentett. Ennek hatására 1608. március 5-én Rákóczi Zsigmond hivatalosan is lemondott, és visszavonult birtokaira. Báthory közben Homonnai Drugeth Bálinttal is kiegyezett, aki felső-magyarországi főkapitány lett.

### Erdély fejedelme
1608. március 7-én úgy választották meg Báthory Gábort fejedelemmé, hogy bírta mind az erdélyiek, mind a Habsburgok – 1607 őszétől Rudolf Erdély kormányzójává nevezte ki –, mind a törökök bizalmát. Az ifjú fejedelem a porta jóindulatát elsősorban Bethlen Gábor kiváló kapcsolatainak és a direkt e célból megtett isztambuli útjának köszönhette.
Egy ideig úgy tűnt, hogy Báthory Gáborból kiváló rokonához, Báthory Istvánhoz hasonló fejedelem válik, uralma azonban inkább Báthory Zsigmondéhoz lett hasonlatos. Ennek okát Bíró Sámuel többek közt így látta:
Mert minekutána Báthori Gábor (…) a jó erkölcsét gonoszra, kegyelmességét kegyetlenségre, igazvoltát igazságtalanságra, adakozó voltát fösvénységre fordítá. Mert sem Isten, sem ember törvényével nem gondolván, legelsőbben is fő és alacsony rendü embereknek feleségeiket személyválogatás nélkül megparáznitá, leányaikat elragadoztatá, azokkal gonoszul éle, sőt testvérhugának (ti. Báthory Annának) sem kedveze. Kik ezen gonosz életit az urak s igaz hazafiai közül nem javalják vala, azok közül kit hazájából kikergete, kit megölete, elannyira, hogy senki is valamirevaló ember s igaz értelmes hazafia már nincsen mellette; hanem afféle tolvajok kik annakelőtte az erdőket és pusztákat lakták, a győzhetetlen császár népeit és más jámborokat megöltek s felprédáltak; azokkal éjjel-nappal iszik, vendégeskedik, paráználkodik. A szabad városoknak pedig törvényeit, szabadságait, melyeknek megtartására hittel kötelezte vala magát, nemcsak megszegte, hanem a szászságnak is, Erdélyországának is legerősebb városát csalárd szín alatt elfoglalta, bizván annak erősségében, hogy onnat, ha kivántatik, a fényes Porta ellen is rebellálhasson, és mintegy fészke legyen minden gonosz cselekedetinek nagyobb bátorsággal való véghezvitelére. Minden gazdagságától azon várost megfosztatta; maga utczánként járván el a lakosoknak házokat, nagy részeket a lakosoknak a kapukban seregenként ölette meg, egyrészét pedig csak a jelenvaló köntösökkel bocsátotta bujdosni; templomokat, oskolákat felveretett és elprédáltatott
 Báthory erőszakos kormányzásával és erkölcstelen magánéletével elidegenítette az erdélyi rendeket, főleg a szász polgárságot, melynek önkormányzatát eltiporta, és fővárosát, Szebent megszállta.

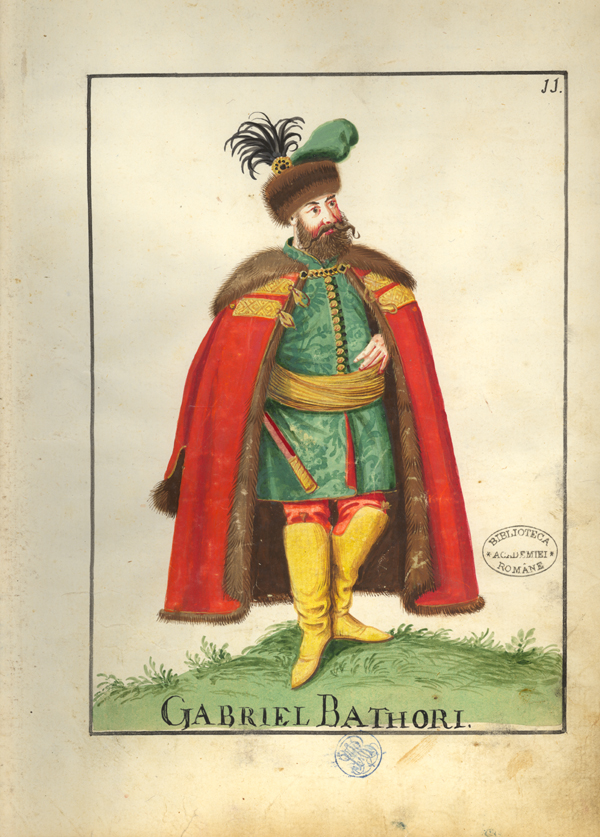
Báthory Gábor fejedelmi díszben

Báthory Gábor az 1608-as kassai megegyezést ugyan még Erdély érdekeit nézve kötötte meg Mátyás főherceggel, azonban felelőtlen politikája (saját és a fejedelemség vagyonának eltékozlása, kegyencek felemelése, nyakló nélküli osztogatás, ígérgetés mindenkinek, városok kifosztása, kivégzések stb.) néhány év alatt a romlás szélére taszította Erdélyt. Már 1610-ben merényletet próbáltak meg elkövetni ellene, de azt még leleplezték. Az 1610–11-es havasalföldi kalandját – amikor elűzte az ottani vajdát, s magát kiáltatta ki fejedelemnek – viszont már a török sem nézte tétlenül. A Porta kiutasította Báthoryt Havasalföldről, s egy új vajdát iktatott be. Mikó Ferenc így írt a havasalföldi hadjáratról:
Az előljárónak elküldésével, maga is a hó háton (mivel nagy hó, szintén a két karácson között vala) hálván Törcsvárán belől, másnap minden derekas hadaival megindulván, negyed napra Tergovistára beszáll az egész hadakkal. Itt a hadak, kiváltképen a hajduság a prédára szokás szerint kioszla; láthattad volna éjjel-nappal a számtalan lábas mindenféle marhának kihajtását. Igy mi a hajduknak (mivel erősség nincs Havasalföldén) megvevők az országot; elpusztiták, dulák, égeték. Onnat mi sem Moldovára, sem Lengyelországba nem menénk, mert megfenyegete a Porta, hogy ne bolondoskodjunk, hanem ha egészség kell, térjünk vissza országunkba, s üljünk veszteg

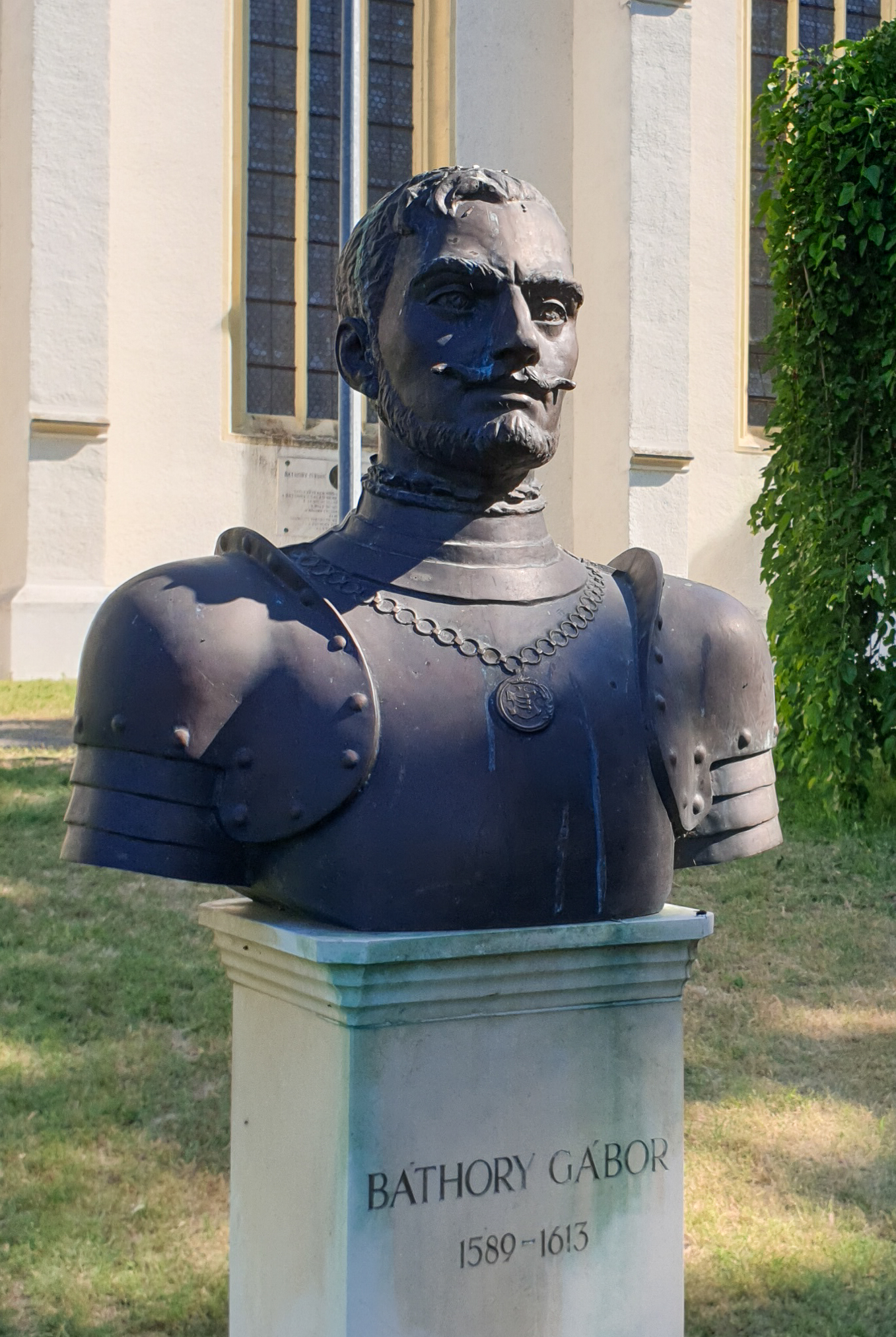
Báthory Gábor mellszobra Nyírbátorban

A havasalföldi kaland a zsákmányon kívül mégis inkább kárt okozott, mivel a Báthory által elűzött Radu Șerban vajda császári, magyar, kozák és lengyel segítséggel betört Erdélybe, s a földvári csatában vereséget mért a fejedelem seregére. Báthory nem tanult az eddigiekből, s ott folytatta Erdélyt rontó „kormányzati politikáját”, ahol abbahagyta. A helyzet lassan már az 1600-as évek eleji zűrzavaros állapotokat idézte. A végső romlás megakadályozásához egy új, tetterős, Erdély valódi érdekét néző fejedelemre volt szükség. Erre a szerepre először a Bethlenhez hasonlóan a törökkel jó kapcsolatokat kiépített Ghiczy András jelentkezett 1612-ben, de 1613 májusában a szultán az egy hónappal korábban a Habsburgokkal megkötött törökellenes szövetségi szerződés miatt letette Báthoryt a trónról, s a fejedelemmel ez utóbbi ügy miatt szembefordult korábbi főember, Bethlen Gábor mellett döntött. Bethlen megválasztását hatalmas török-tatár haderő felügyelte, Báthorynak esélye sem volt megakadályozni azt. A bukott fejedelem, hogy trónját megmentse, hajlandó lett volna Váradot török kézre adni, mire a hajdúk 1613. október 27-én meggyilkolták. A legenda szerint a meggyilkolt fejedelem holtteste tizenöt éven keresztül temetetlenül feküdt Nyírbátorban, s csak 1628-ban került sor Bethlen utasítására a temetésre.

## Házassága
1607-ben vette feleségül palocsai Horváth Annát, Horváth György és Bocskai Krisztina leányát, aki anyja révén Bocskai István unokahúga volt. Házasságuk gyermektelen maradt. Férje halála után a fiatalasszony apja kővári erődítményébe vonult vissza, majd 1618-ban a Bethlen Gábor királysági ellenzékéhez tartozó Kendi Istvánhoz ment feleségül. Új házasságában katolizált. 1628 körül halt meg.